# Śrem
Śrem (anteriormente Schrimm) es una localidad polaca del voivodato de Gran Polonia.

## Toponimia
A mediados del siglo XIX se mencionaban los nombres de Schrimm y Srem.

## Historia
En la segunda mitad del siglo XIX la localidad, por entonces perteneciente al Regierungsbezirk de Posen, tenía contabilizada una población de 5624 habitantes.